# シモグミ
シモグミは日本のCGアニメーションスタジオ

## 主な作品

### TVアニメ
- 愛玩怪獣　[2]（2018年10月〜）PSP / テレビ東京
- ジュラチック[3]（2014〜2017年）福井県
- スケアクロウマン（2008年）Vap / トムス･エンタテインメント
- まじっく快斗（2010年）ytv / 小学館 / トムス･エンタテインメント

### プロモーション
- Master of Torque[4]（2014〜2016年）ヤマハ発動機オリジナルアニメ
- ポンタんからの映画館マナーについて[5]（2015年）ユナイテッドシネマズ
- SANKYO 企業CM「エネルギーの源」篇[6]（2015年）SANKYO
- The New Yamaha MT-07 (Official video) [7]（2013年）Yamaha Motor Europe
- スケアクロウマン×シネマイレージサービス TOHOシネマズ（2009年）

### ミュージックPV
- PLAY THE LUPIN“clips×parts collection” - ウェイバックマシン（2001年4月18日アーカイブ分）（2009年）
- Let's dance in the moonlight（2010年）モノコムサ
- EUROX   『Dig From The Past』（2009年）